# آکو، هیوگو
آکو در استان هیوگو در کشور ژاپن واقع شده‌است که دارای جمعیت ۵۱٬۲۷۷ نفر و مساحت ۱۲۶٫۸۸ کیلومتر مربع با تراکم جمعیت ۴۰۴ نفر در کیلومترمربع است و در تاریخ ۱ سپتامبر ۱۹۵۱ به عنوان شهر شناخته شد.